# Brande Kommune
Brande Kommune i Ringkøbing Amt blev dannet ved kommunalreformen i 1970. Ved strukturreformen i 2007 indgik den i Ikast-Brande Kommune sammen med Ikast Kommune og Nørre-Snede Kommune.

## Tidligere kommuner
Brande Kommune blev dannet ved sammenlægning af 2 sognekommuner:
| Kommune | Folketal 1. januar 1970 | Byer           |
| ------- | ----------------------- | -------------- |
| Blåhøj  | 989                     | Blåhøj         |
| Brande  | 6.847                   | Brande og Uhre |
| I alt   | 7.836                   |                |

Hertil kom 24 matrikler fra Thyregod Sogn i Give Kommune. Derimod afgav Brande Kommune 16 matrikler i Blåhøj Sogn til Grindsted Kommune

## Sogne
Brande Kommune bestod af følgende sogne, begge fra Nørvang Herred:
- Blåhøj Sogn
- Brande Sogn

## Borgmestre[3]
| Navn                        | Parti                       | Periode   |
| --------------------------- | --------------------------- | --------- |
| Julius Kristensen           | Venstre                     | 1970-1980 |
| Eli Rubech Rasmussen        | Det Konservative Folkeparti | 1980-1990 |
| Lise Hvelplund              | Det Konservative Folkeparti | 1990-1994 |
| Karl Kristensen             | Venstre                     | 1994-1998 |
| Preben Hørlykke Christensen | Lokalliste                  | 1998-2006 |

## Rådhus
Brande Kommunes gamle rådhus i Centerparken har været et administrationscenter i Ikast-Brande Kommune, men er revet ned i 2019 for at give plads til en ny skole.